# سنتيمتر

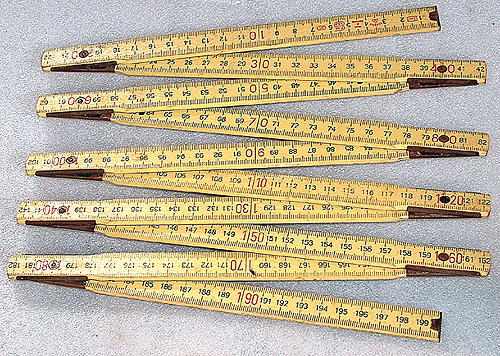
متر للقياس وبه وحدة سنتيميتر

 السنتيمتر  هو وحدة لقياس الأطوال، ويرمز له بـ (سم).
1 سم = 2-10 م= 0.01 م ؛
1 م = 102 سم = 100 سم.
فإن السنتيمتر هو وحدة على قاعدة س غ ث.
ينتج منه وحدات أخرى:
- وحدة مساحة : 1 سنتيمتر مربع (سم²) : وهي مساحة مربع من 1 سم للضلع.

ذلك، هو واحد من عشرة آلاف من متر مربع 

1 سم² = 0001و0 متر²
- وحدة حجم : 1 سنتيمتر مكعب (سم³) : و هو حجم مكعب ذو 1 سم للضلع .

ذلك، هو واحد من المليون متر مكعب، والألف من لتر
1سم³ = 10-2 × 3 م³ = 10−6 م³ = 0,000 001 م³

أو

1 م³ = 102 × 3  سم³ = 106 سم³ = 1 000 000 سم³

## بالنسبة للتر
اللتر هو 1000 سنتيمتر مكعب.

أي أن :
1 سم³ = 10−3 لتر = 0,001 ل
1 ل = 10³ سم³ = 1 000 سم³.

## نسبة السنتيمتر إلى البوصة
وبمقارنة السنتيمتر بوحدات الطول الإنجليزية:
| 1 سم = 0,393 7 بوصة    | ؛ | 1 بوصة = 2,54 سم   |
| 1 سم = 0,032 808 قدم   | ؛ | 1 قدم = 30,48 سم   |
| 1 سم = 0,010 936 ياردة | ؛ | 1 ياردة = 91,44 سم |

## الاستخدام
تستخدم وحدة سنتيمتر في استعمالات عديدة : في قياس طول الإنسان، وفي العلوم، وفي قياس الأمطار.
- السنتيمتر ليس من وحدات النظام الدولي للوحدات ، وإنما المتر.

## اقرأ أيضا
- مايكرو (وحدة قياس)
- سنتيلتر
- سنتي (عدد)
- سوابق SI